# Heteralonia fallaciosa
Heteralonia fallaciosa är en tvåvingeart som först beskrevs av Friedrich Hermann Loew 1873.  Heteralonia fallaciosa ingår i släktet Heteralonia och familjen svävflugor. Inga underarter finns listade i Catalogue of Life.